# Markgrafenstraße 46 (Berlin-Mitte)

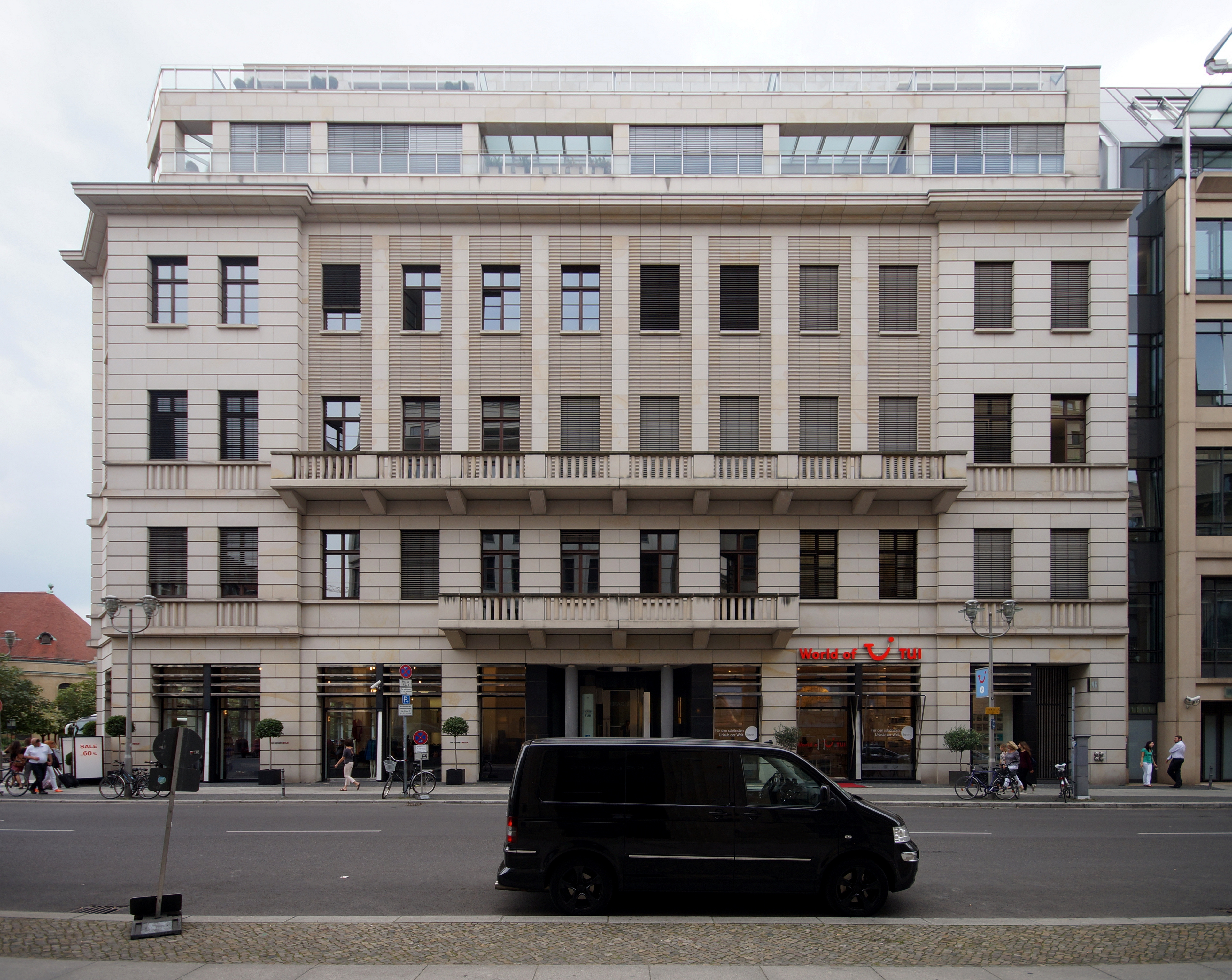
Das Gebäude Markgrafenstraße 46

Das Büro- und Geschäftshaus Markgrafenstraße 46 im heutigen Berliner Ortsteil Mitte ist ein 1998–1999 für die Colonia-Nordstern-Versicherung (heute Axa-Colonia-Versicherung) errichteter Neubau, in den ein unter Denkmalschutz stehendes Treppenhaus integriert wurde, das von einem 1863–1865 für die Achard’sche Stiftung errichteten Vorgängerbau erhalten blieb.

## Geschichte

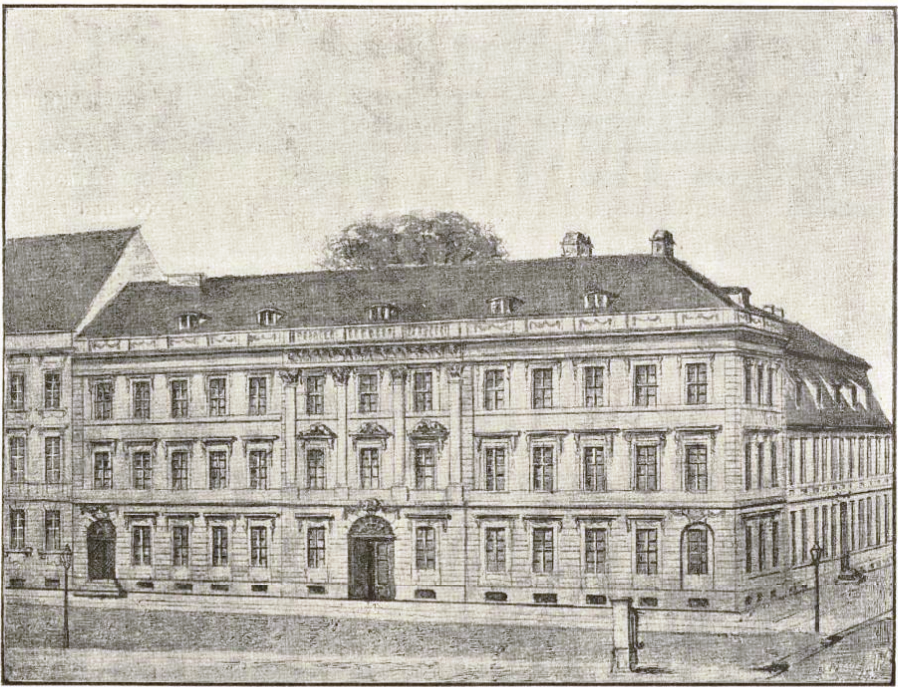
Gebäude der Achard’schen Stiftung vor 1863

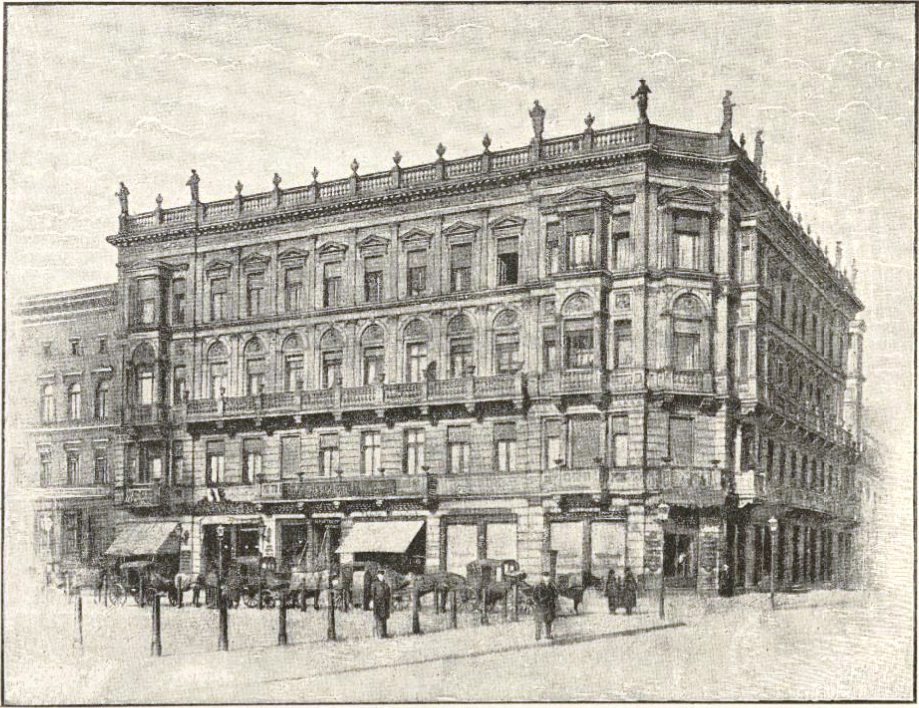
Gebäude der Achard’schen Stiftung nach 1865

1759 erwarb der Oberkonsistorialrat und Prediger der Französischen Gemeinde in Berlin Antoine Achard (um 1697– 1772) das heutige Grundstück Markgrafenstraße 46 in der Berliner Friedrichstadt und ließ darauf zwei Häuser errichten. Seine Ehefrau bzw. Witwe Marie Achard, geborene d‘Horquelin (um 1701–1784) verfügte, dass alle nach ihrem Tod entstandenen Einnahmen aus diesen Häusern den Armen der Französischen Kolonie zugutekommen sollten. 1863 bis 1865 ersetzte der Berliner Architekt Adolf Hermann Lohse die beiden Häuser durch einen viergeschossigen Neubau, der reich mit Figuren und Reliefs geschmückt war und die Mieteinnahmen steigern sollte. Das Haus wurde in der Folge an verschiedene Nutzer vermietet, u. a. 1872 für 25 Jahre an den Kommerzienrat Simon Cohn, gehörte 1912 einer Grundstücksgesellschaft und später der Dresdner Bank. Nach dem Zweiten Weltkrieg wurde das kriegsbeschädigte Haus vereinfacht wiederhergestellt und vom Bezirksamt Mitte sowie der Außenhandelsgesellschaft mbH für Metallwaren und Sportartikel genutzt. Obwohl bereits denkmalgeschützt, erfolgte 1997 der Abriss des Hauses, jedoch integrierten die Architekten Ehlers & Krop das spätklassizistische Treppenhaus in den Neubau. Es enthält ein Stützensystem aus jeweils zwei oder vier kannelierten korinthischen Gusseisensäulen, die auf Sockelpodesten stehen. Die Haupttreppe ist dreiläufig mit halbkreisförmigem Grundriss und verläuft vom Erdgeschoss bis zum dritten Obergeschoss. Weiterhin wurden die Umfassungsmauern, der Eingangsbereich im Erdgeschoss und die oktogonalen Vestibüle rekonstruiert.
Das Treppenhaus ist als Baudenkmal mit der Nummer 09075004 in der Berliner Landesdenkmalliste eingetragen.